# Französisch-rumänische Beziehungen
Die Französisch-rumänischen Beziehungen sind das zwischenstaaltiche Verhältnis zwischen Frankreich und Rumänien. Beide Länder unterhalten enge politische, kulturelle und wirtschaftliche Beziehungen. Frankreich unterstützte die Gründung des rumänischen Nationalstaats im 19. Jahrhundert und danach orientierte sich Rumänien als einziges romanischsprachiges Land im östlichen Europa stark an Frankreich als politischem und kulturellen Vorbild. Diesen engen Banden überdauerten sogar die sozialistische Periode in Rumänien, als Nicolae Ceaușescu gute Beziehungen zu Paris unterhielt, obwohl beide Länder sich während des Kalten Krieges auf entgegengesetzten Seiten des eisernen Vorhangs befanden. Nach der Revolution von 1989 in Rumänien konnten die Beziehungen weiter vertieft werden und zahlreiche Rumänen wanderten nach Frankreich aus. Beide Länder sind heute Vollmitglieder von u. a. des Europarats, der OSZE, der Europäischen Union und der NATO. Aufgrund der großen Präsenz der französischen Sprache in Rumänien ist das Land auch der Internationalen Organisation der Frankophonie beigetreten.

## Geschichte

### Frühe Kontakte
Die Beziehungen zwischen den heutigen Ländern Rumänien und Frankreich reichen bis ins Spätmittelalter zurück. Im Jahr 1396 kämpften französische Ritter unter der Führung von Johann Ohnefurcht (später Herzog von Burgund) in der Schlacht bei Nikopolis an der Seite des walachischen Fürsten Mircea dem Älteren gegen die Osmanen. Ein weiterer früher Kontakt fand 1579 statt, als der walachische Prinz Petru Cercel einige Zeit am Hof König Heinrichs III. von Frankreich verbrachte. In den folgenden Jahrhunderten intensivierten sich die Beziehungen: Im 17. und 18. Jahrhundert reisten zahlreiche französische Kaufleute und Intellektuelle in die Donaufürstentümer (Walachei und Moldau). Auf Anregung des Diplomaten Claude-Charles de Peysonnel richtete Frankreich 1795 ein Konsulat in Bukarest und 1798 ein Vizekonsulat in Iași ein. Im selben Jahr erschien in Iași mit dem Courrier de Moldavie die erste französischsprachige Zeitung der Region. Der kulturelle Einfluss Frankreichs nahm derart zu, dass Französisch im 18. Jahrhundert zur Diplomatensprache in den rumänischen Fürstentümern wurde. Anfang des 19. Jahrhunderts schickte der aufstrebende rumänische Adel seine Söhne zum Studium nach Paris, wo sie moderne politische Ideen und die französische Kultur aufgriffen. 1838 veröffentlichte der in Bukarest lehrende Franzose Jean-Alexandre Vaillant das erste Französisch-Rumänische Wörterbuch; in der Folge wurde Französisch an den meisten Schulen in Bukarest und Iași unterrichtet. 1846 gründeten rumänische Studenten in Paris eine eigene Studentenvereinigung unter dem Vorsitz von Ion Ghica und mit C.A. Rosetti als Sekretär; zum Ehrenpräsidenten wurde der französische Dichter Alphonse de Lamartine gewählt. Viele Mitglieder dieser Vereinigung – darunter Dimitrie Bolintineanu, Mihail Kogălniceanu und Nicolae Bălcescu – kehrten nach Rumänien zurück und wurden Anführer der Rumänischen Revolution von 1848.

### Frankreich und das Unabhängige Rumänien
In der zweiten Hälfte des 19. Jahrhunderts spielten Frankreich und französische Ideen eine zentrale Rolle bei der Herausbildung des rumänischen Nationalstaats. Kaiser Napoléon III. unterstützte aktiv die Vereinigung der Fürstentümer Moldau und Walachei im Jahr 1859, welche als Gründung des modernen rumänischen Staates gilt. Auch die rumänische Unabhängigkeitsbewegung profitierte von französischer Rückendeckung: Führende französische Intellektuelle wie Jules Michelet und Edgar Quinet setzten sich für die 1877 erklärte Unabhängigkeit Rumäniens vom Osmanischen Reich ein. Die erste rumänische Verfassung von 1866 orientierte sich in weiten Teilen am französischen Vorbild. Auch die Kreise in Rumänien orientierten sich an den französischen Départements. Nach dem Berliner Kongress 1878, der die staatliche Souveränität Rumäniens international anerkannte, nahmen Rumänien und Frankreich am 20. Februar 1880 diplomatische Beziehungen auf Legationsniveau auf. Frankreich entsandte mit Aubert Ducros seinen ersten Gesandten nach Bukarest, während umgekehrt Mihail Kogălniceanu als erster rumänischer Gesandter in Paris akkreditiert wurde. In den folgenden Jahrzehnten bestanden enge kulturelle Bindungen: Die rumänische Elite pflegte die französische Sprache, König Carol I. führte Audienzen und sogar einen Kronrat 1914 auf Französisch durch. In Bukarest war das Französische unter den Gebildeten weit verbreitet und mehrere französische Zeitungen erschienen, was der Hauptstadt den Beinamen „Kleines Paris“ einbrachte. 1896 wurde in Bukarest das französische Institut gegründet, das sich in der Folgezeit zur bedeutendsten kulturellen Auslandsmission Frankreichs entwickelte.

### Weltkriege und Zwischenkriegszeit

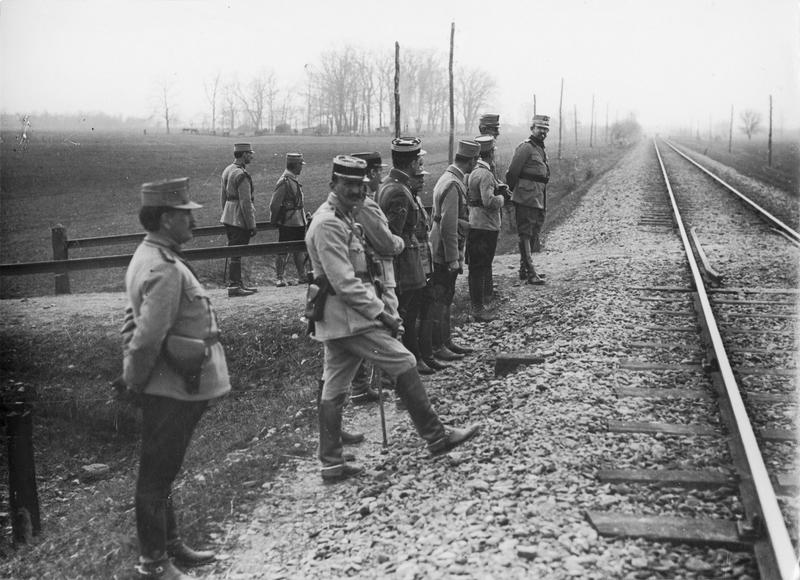
Französische Soldaten in Rumänien während des Ersten Weltkriegs

Im Ersten Weltkrieg kämpften Rumänien und Frankreich ab 1916 als Verbündete, was eine dauerhafte Waffenbrüderschaft zwischen beiden Armeen begründete. Nach Kriegsende gehörte Rumänien auf der Pariser Friedenskonferenz 1919/20 zu den Siegermächten, und Frankreich unterstützte die Anerkennung Großrumäniens, das durch den Zusammenschluss Siebenbürgens, Bessarabiens und der Bukowina entstand. In den 1920er und 1930er Jahren war Frankreich der wichtigste westliche Bündnispartner Rumäniens und engagierte sich für die Sicherheit der jungen regionalen Ordnung in Osteuropa. So förderte Paris die Kleine Entente und andere Bündnisse, die der Eindämmung revisionistischer Bestrebungen der Nachbarstaaten dienten. Der rumänische Außenminister Nicolae Titulescu pflegte eine besonders enge Beziehung zu Frankreich und galt als Architekt der privilegierten Freundschaft zwischen beiden Ländern in der Zwischenkriegszeit. Die politischen und militärischen Verbindungen wurden durch Verträge und gegenseitige Besuche gefestigt. Am 29. November 1938 hoben Rumänien und Frankreich ihre Beziehungen auf Botschafter-Ebene an. Kurz darauf wurde jedoch das Bündnis durch den Ausbruch des Zweiten Weltkriegs auf die Probe gestellt: Nach der Niederlage Frankreichs 1940 sah sich Rumänien isoliert und schloss sich – unter dem Druck der Ereignisse – zeitweilig den Achsenmächten an. Im September 1944, nach dem Seitenwechsel Rumäniens weg von NS-Deutschland, erkannte die rumänische Regierung die Exilregierung des Generals de Gaulle an und stellte die offiziellen Beziehungen zu Frankreich wieder her.

### Frankreich und das sozialistische Rumänien

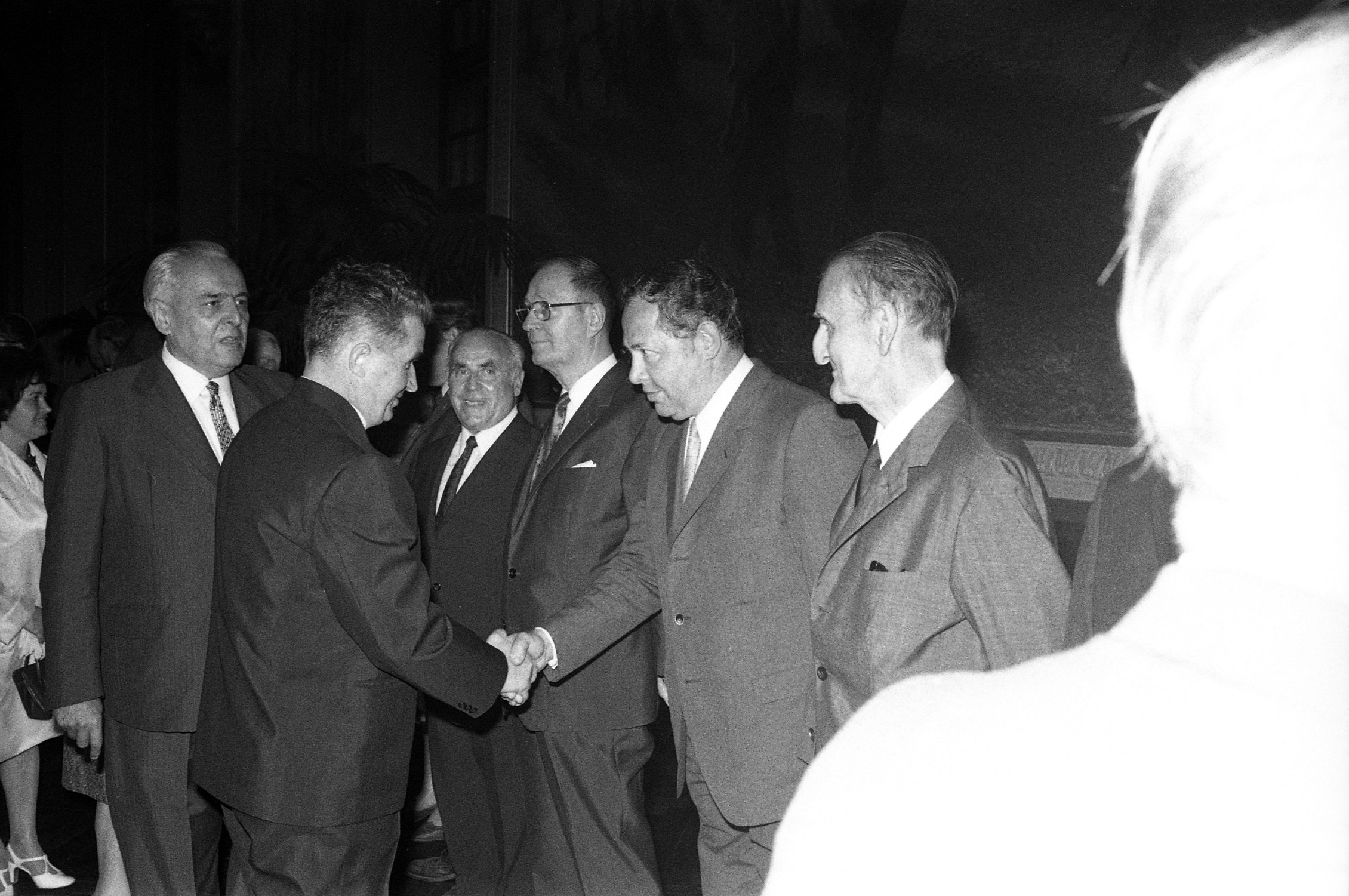
Nicolae Ceaușescu in Toulouse (1970)

Nach 1945 geriet Rumänien in die Einflusssphäre der Sowjetunion und ein kommunistisches Regime wurde etabliert, doch die diplomatischen Bande zu Frankreich blieben – im Gegensatz zu den Beziehungen mancher anderer Ostblock-Staaten zu westlichen Ländern – bestehen. In den 1960er Jahren verfolgte Rumänien unter Gheorghe Gheorghiu-Dej und später Nicolae Ceaușescu eine etwas eigenständigere Außenpolitik innerhalb des Warschauer Paktes, was von Frankreich wahrgenommen und unterstützt wurde. Ein Höhepunkt dieser Annäherung war der historische Besuch des französischen Staatspräsidenten Charles de Gaulle in Rumänien im Mai 1968. Trotz der ideologischen Unterschiede zwischen beiden Ländern hinter dem Eisernen Vorgang begann Rumäniens Ceaușescu sich an den Gaullismus anzulehnen. Auch in den folgenden Jahren blieben die Kontakte lebendig: 1979 stattete Präsident Valéry Giscard d’Estaing Rumänien einen Staatsbesuch ab. Auch Ceaușescu war in Paris ein gern gesehener Gast. 1982 sagte jedoch der französische Präsident François Mitterrand einen geplanten Besuch in Bukarest kurzfristig ab, nachdem ein Anschlag der rumänischen Geheimpolizei auf den exilierten Schriftsteller und Dissidenten Paul Goma bekanntgeworden war. Insgesamt erhielt sich Frankreichs wohlwollendes Interesse an Rumänien auch in der Spätphase der Ceaușescu-Ära, wenngleich die Kritik an der Menschenrechtslage zunahm. Im Dezember 1989 zeigte sich Frankreich solidarisch mit der rumänischen Bevölkerung während der Revolution von 1989, die zum Sturz des kommunistischen Regimes führte.

### Beziehungen seit 1989

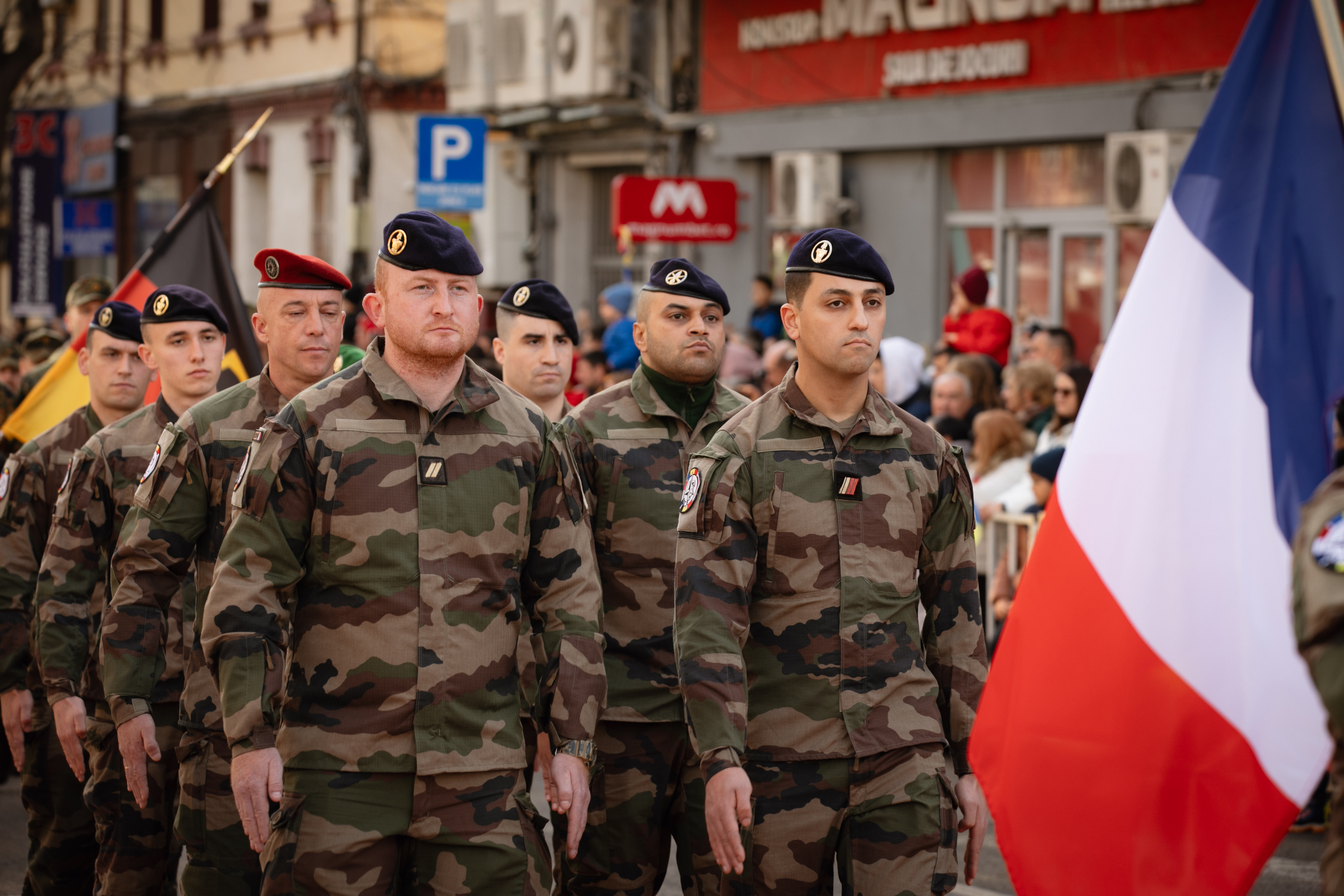
Französische Streitkräfte bei einer Parade in Constanța (2023)

Nach dem Ende des Kalten Krieges intensivierten Rumänien und Frankreich ihr Verhältnis in kurzer Zeit erheblich. 1992 unternahm Präsident François Mitterrand als erster westlicher Staatschef einen Staatsbesuch im postkommunistischen Rumänien – ein deutliches Signal der Wiederannäherung. In den 1990er Jahren bauten beide Länder ein enges politisches, wirtschaftliches und kulturelles Partnerschaftsgeflecht auf. Frankreich gehörte zu den entschiedensten Befürwortern der Aufnahme Rumäniens in die euro-atlantischen Strukturen und unterstützte nachdrücklich Rumäniens Beitrittsbestrebungen zur NATO und zur Europäischen Union. Diese Unterstützung trug Früchte: Rumänien trat 2004 der NATO und 2007 der EU bei, wodurch die bilaterale Zusammenarbeit einen institutionellen Rahmen auf europäischer Ebene erhielt. Im Februar 2008 unterzeichneten beide Länder eine gemeinsame Erklärung über eine strategische Partnerschaft, die eine vertiefte Kooperation in Bereichen wie Sicherheit, Wirtschaft und Kultur festschreibt und in den Folgejahren aktualisiert wurde. Auf sicherheitspolitischem Gebiet arbeiten die Länder seit der Ukraine-Krise 2014 verstärkt zusammen. Frankreich übernahm als „Rahmennation“ die Führung einer NATO-Einheit in Rumänien und stationierte Truppen zum Schutz der Ostflanke des Bündnisses. Präsident Emmanuel Macron besuchte im Juni 2022 persönlich französische Soldaten in Rumänien.

## Wirtschaftsbeziehungen
Frankreich ist ein wichtiger Wirtschaftspartner Rumäniens und zählt beständig zu dessen drei größten Exportmärkten und sechs bedeutendsten Importlieferanten. Das bilaterale Handelsvolumen ist seit den 1990er Jahren stark gestiegen und lag 2022 bei rund 10 Milliarden €.  Frankreich gehört darüber hinaus zu den größten Investoren in Rumänien. Über 4.000 Unternehmen in Rumänien verfügen über mehrheitlich französisches Kapital und beschäftigen direkt mehr als 125.000 Arbeitnehmer; ihr Gesamtumsatz entspricht etwa 7,5 % des rumänischen BIP. Nahezu alle französischen Großkonzerne (37 von 40 Unternehmen des Leitindex CAC 40) sind in Rumänien aktiv. Die bilaterale Wirtschaftskooperation konzentriert sich auf mehrere Schlüsselsektoren. In der Automobilindustrie ist der französische Renault-Konzern mit der rumänischen Tochtermarke Dacia prominent vertreten (Dacia erzielt ca. 8 % der gesamten rumänischen Warenausfuhren). Auch in der Energieversorgung (Engie) sowie im Telekommunikationsmarkt (Orange) spielt Frankreich eine führende Rolle. Nicht zuletzt dominieren französische Einzelhandelsketten wie Carrefour, Auchan, Cora oder Leroy Merlin weite Teile des rumänischen Einzelhandelssektors.

## Kulturbeziehungen

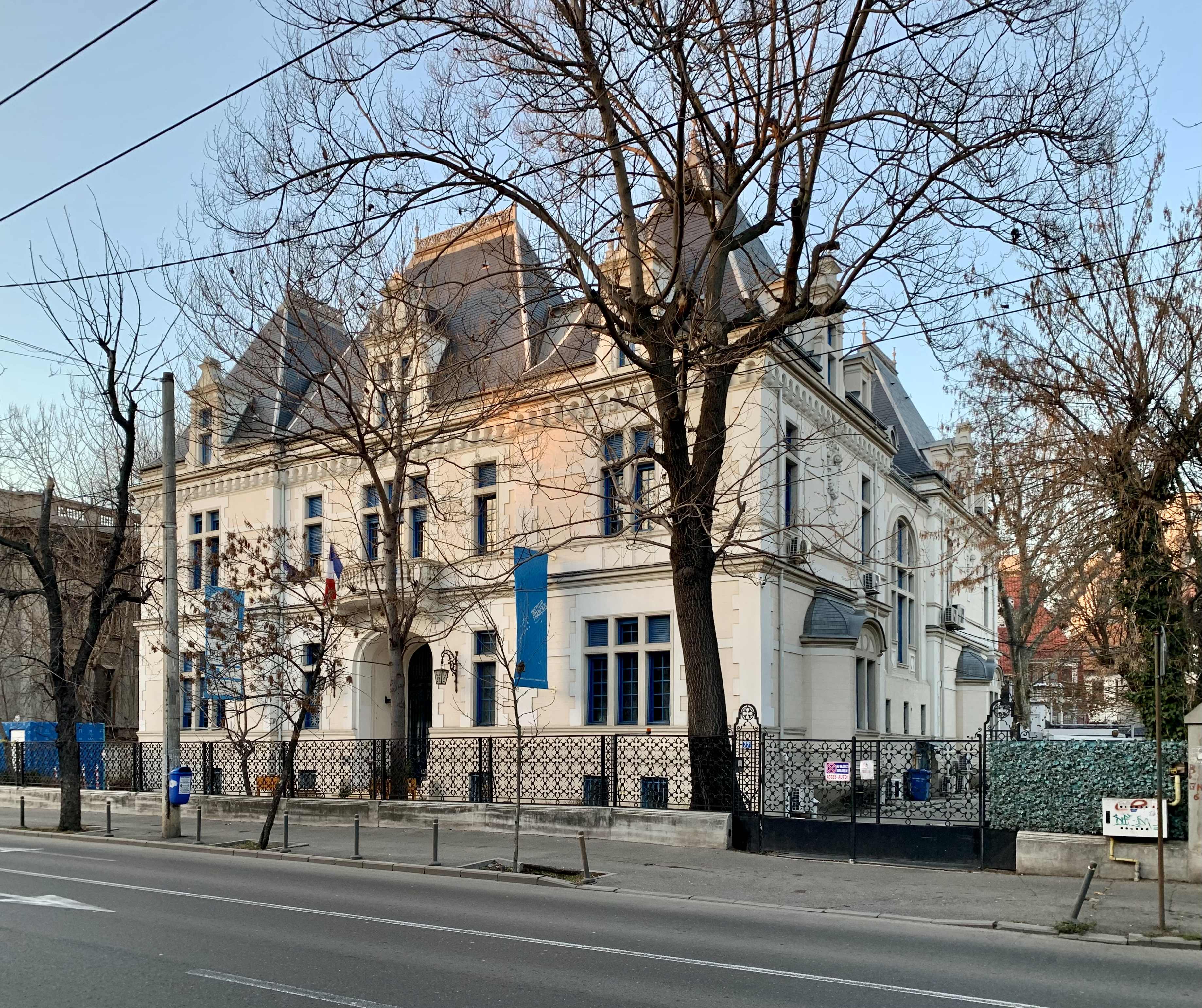
Institut français in Bukarest

Die kulturellen Verbindungen zwischen Rumänien und Frankreich sind traditionell sehr eng. Aufgrund der lateinischen Sprachverwandtschaft betrachteten viele rumänische Intellektuelle Frankreich schon früh als „große Schwester“; seit dem 18. Jahrhundert verbreitete sich die französische Sprache rasant unter den rumänischen Eliten. Paris wurde im 19. und 20. Jahrhundert zu einem wichtigen Zentrum für rumänische Künstler und Gelehrte im Exil. Zahlreiche bedeutende Rumänen lebten und wirkten in Frankreich – darunter der Bildhauer Constantin Brâncuși, die Schriftsteller Eugen Ionescu (Eugène Ionesco) und Mircea Eliade, der Philosoph Emil Cioran, die Dichterin Anna de Noailles oder der Komponist George Enescu – und bereicherten das kulturelle Leben beider Länder. Nach 1990 intensivierten sich die Kulturbeziehungen weiter: Rumänien trat 1993 der Internationalen Organisation der Frankophonie bei. Französisch ist heute nach Englisch die meistunterrichtete Fremdsprache an rumänischen Schulen. Ein dichtes Netz an französisch-rumänischen Bildungsinstitutionen – darunter 23 bilinguale Gymnasien, frankophone Studiengänge an Universitäten und Austauschprogramme – fördert die Sprach- und Kulturausbildung. Frankreich ist das drittbeliebteste Zielland für rumänische Studierende (über 4.300 rumänische Studenten waren 2021 in Frankreich eingeschrieben) und Franzosen waren die drittgrößte ausländische Studentengruppe in Rumänien, hinter Studenten aus Moldawien und Israel. Auch über 500 Gemeindepartnerschaften belegten die engen Kontakte beider Länder.

### Migration
Neben der Kultur prägt auch Migration die bilateralen Beziehungen. Infolge der Arbeitnehmerfreizügigkeit nach dem EU-Beitritt Rumäniens 2007 siedelten sich viele Rumänen in Frankreich an. 2023 lebte eine Gemeinschaft von etwa 100.000 rumänischen Staatsbürgern in Frankreich. Die Integration verlief im Großen und Ganzen erfolgreich, doch gab es auch Spannungen: 2010 geriet Frankreich unter EU-weite Kritik, als die Regierung Sarkozy Hunderte in Frankreich lebende Roma ohne regulären Aufenthaltstatus nach Rumänien abschob.

## Diplomatische Standorte
- Frankreich hat eine Botschaft in Bukarest.
- Rumänien hat eine Botschaft in Paris und Generalkonsulate in Lyon, Marseille und Straßburg.

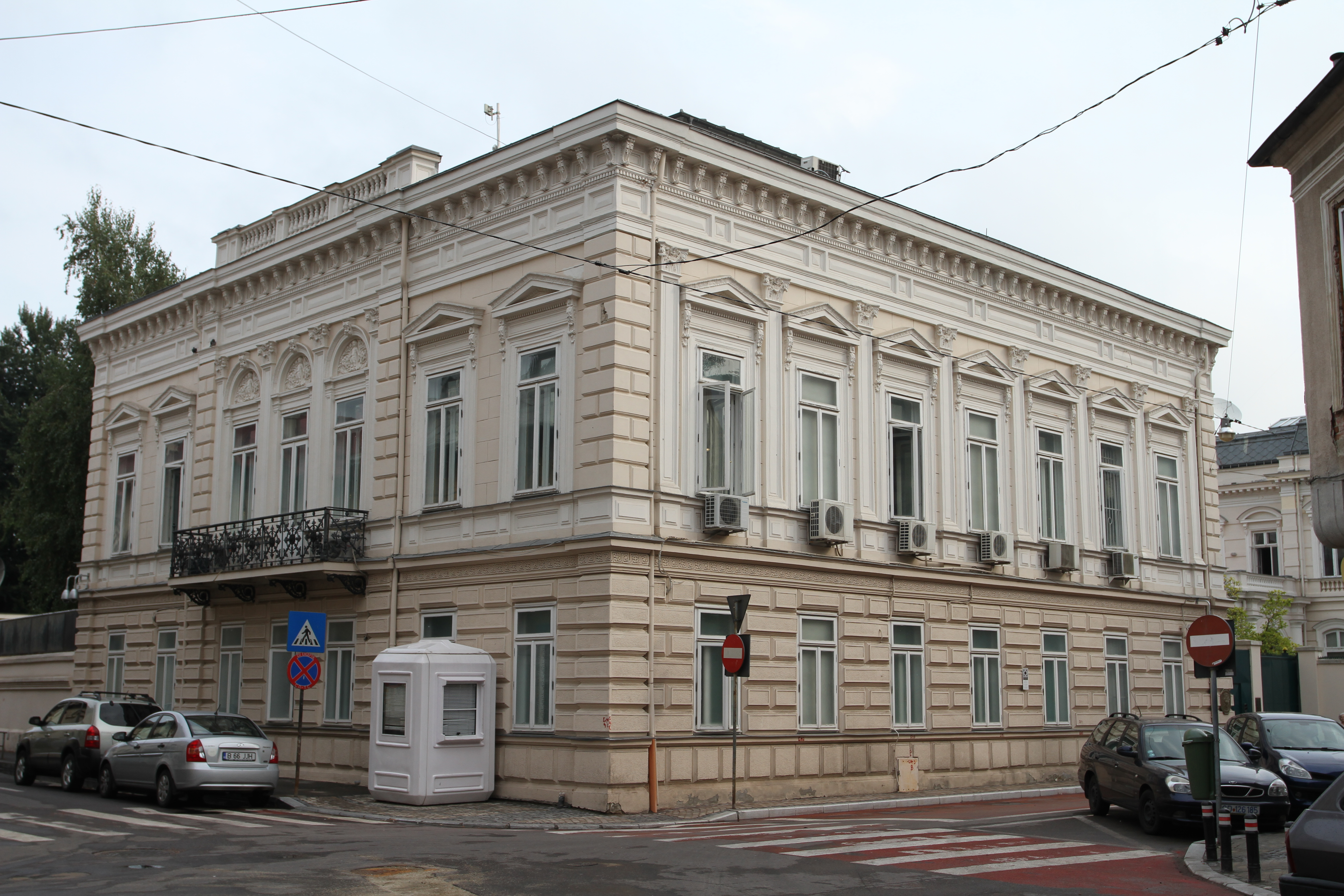
Französische Botschaft in Bukarest
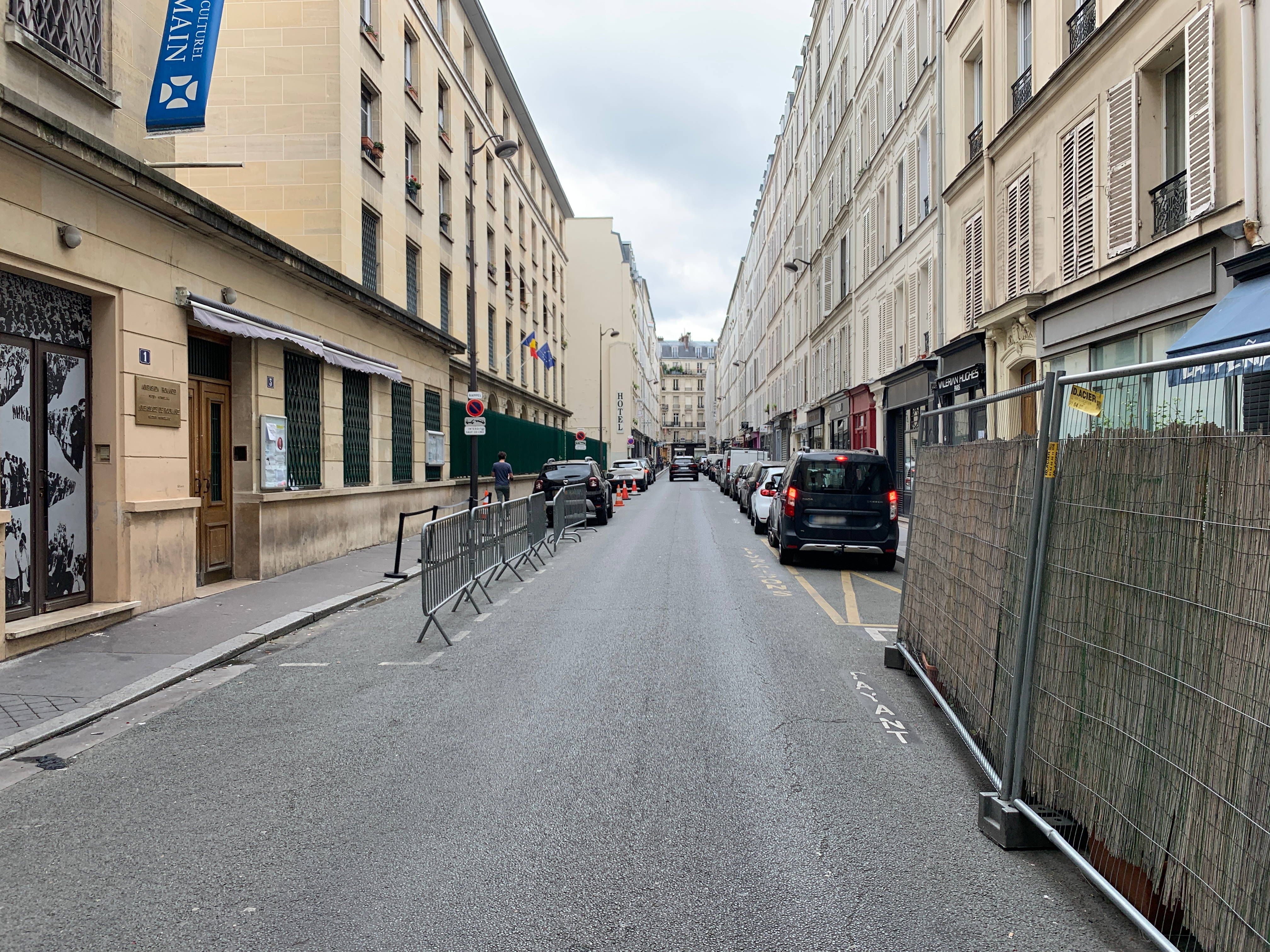
Rumänische Botschaft in Paris
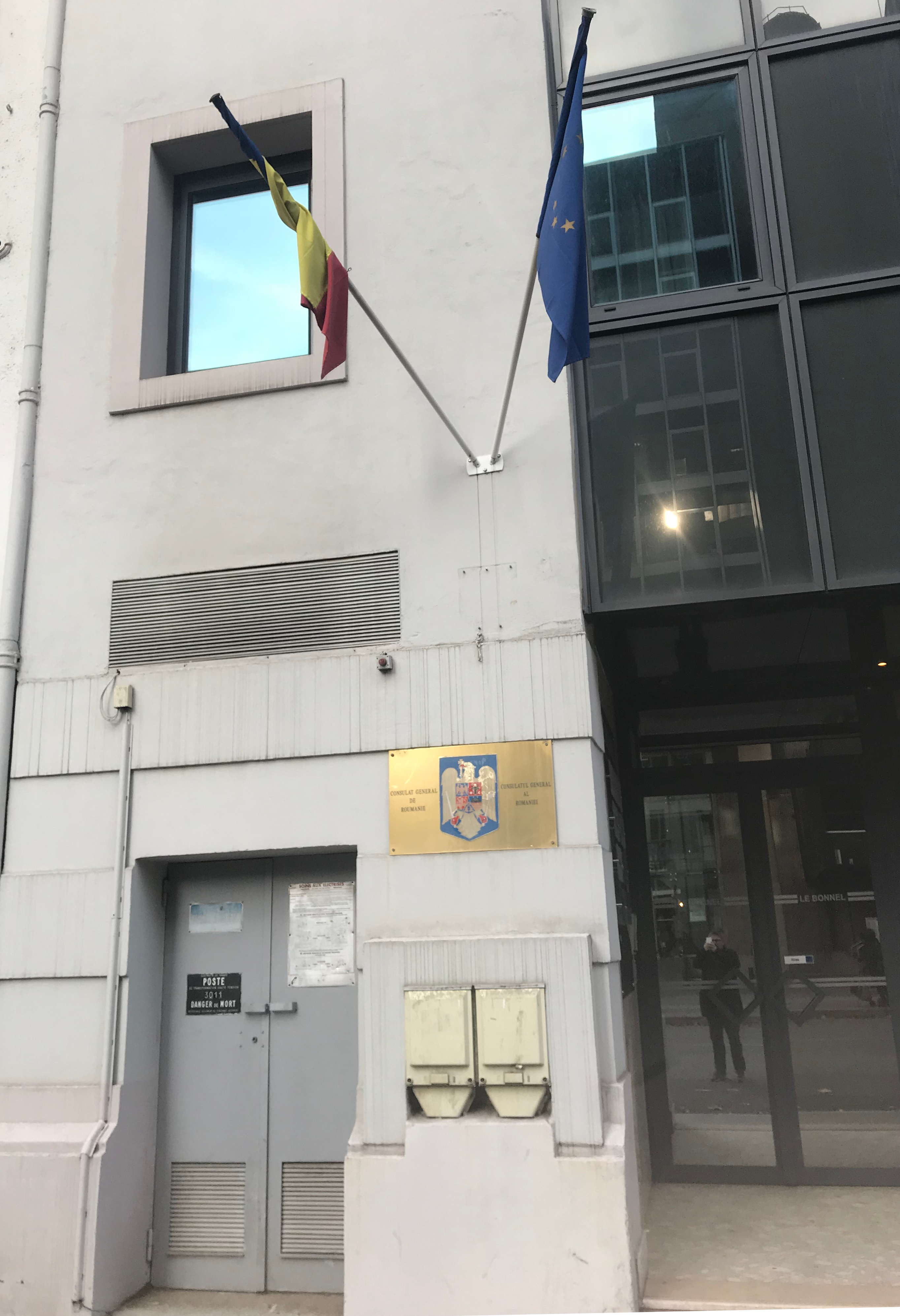
Generalkonsulat Rumäniens in Lyon
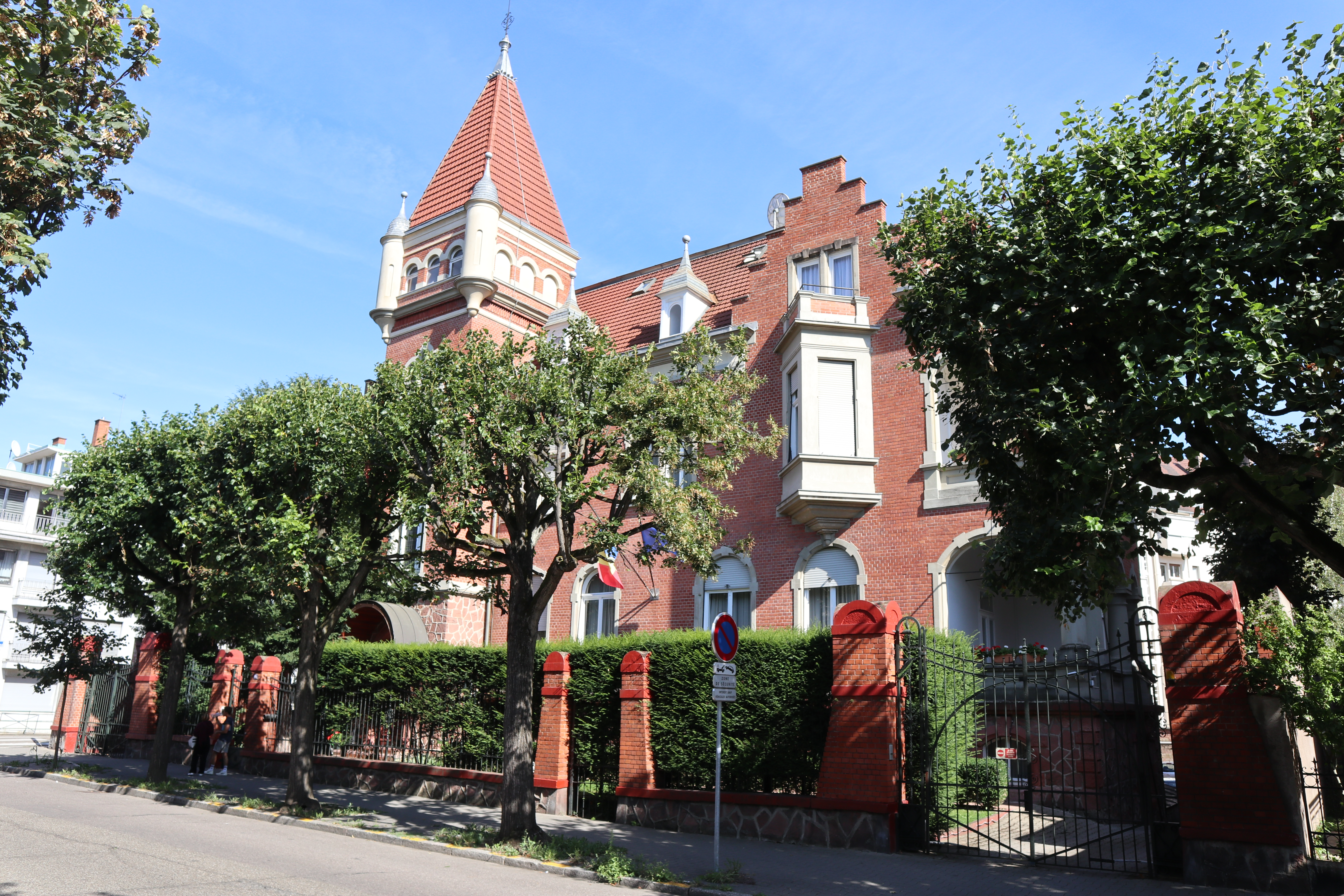
Generalkonsulat Rumäniens in Straßburg